# شیرعلی خان
امیر شیرعلی خان (۱۲۹۶–۱۲۴۰ق)(۱۸۲۵–۱۸۷۹م)، سومین پسر امیر دوست‌محمدخان، دومین امیر خراسان (بعدا درسال 1893 فرنگی درپیمان دیورند توسط استعمار انگلیس این سرزمین به نام افغانستان نامیده شد) (۱۸۶۳–۱۸۶۶) و (۱۸۶۸–۱۸۷۹) از دودمان بارکزی بود.

## سلطنت
امیر شیر علی خان در زندگی پدر ولیعهد تعیین گردیده بود، او بعد از مرگ پدر در ۱۲ ژوئن (۱۸۶۳ م) در ولایت هرات در سن ۴۱ سالگی سلطنت خود را اعلام نمود. برادرانش در ظاهر با او بیعت نمودند، اما در باطن در صدد مخالفت برآمدند. شیرعلی خان، فرزندش محمدیعقوب خان را برای تنظیم امور هرات گماشت و همراه برادرش محمد اعظم خان رهسپار کابل شد. محمداعظم خان در منطقه سبزوار از او جدا شد و از طریق مناطق مرکزی نزد محمدحسین خان برادر دیگرش و حاکم هزاره‌جات رفت، او میخواست با کمک مردم هزاره به کابل حمله نماید، اما بخش بزرگی از آنان کمک نکردند و از امیر شیرعلی خان حمایت خود را اعلام داشتند.
سپس محمد اعظم خان از برادران دیگرش کمک خواست و ترتیبات یک حمله را گرفت، اما در مقابل قوای شیر علی خان تاب مقاومت نیاورده به دولت انگلیس پناه برد. شیر علی خان برای تصرف قندهار که تحت تصرف برادرش محمدامین خان بود، فرزندش محمدعلی خان را با قوای بسیار فرستاد. در جنگ تن به تن، پسر و برادرش کشته شدند. همچنین در جنگ بین دو سپاه هشت هزار لشکر به قتل رسید. این واقعه شیرعلی خان را متأثر ساخته و بر روان او تأثیر منفی بجا گذاشت. کنترل اعصاب خود را از دست داده و در قندهار انزوا اختیار نمود، این انزوا زمینه سقوط سلطنت او را فراهم ساخت.

## دوره اول حکومت امیر شیر علی خان
دوره اول از ۱۸۶۳ تا ۱۸۶۸ به مدت سه سال با جنگ خاندانی همراه بود. برادران امیر، افضل خان حاکم بلخ و اعظم خان حاکم کورم(کورم اجینسی منطقه‌ای در پشاور)، هر کدام مدعی پادشاهی بودند. در اثر حمله افضل خان به کابل، شیرعلی خان شکست خورد و افضل خان قدرت را به دست گرفت. حکومت افضل خان زیاد طول نکشید و بعد از یک سال در اثر مریضی فوت کرد. با فوت افضل خان، بزرگان محمد زایی، اعظم خان فرزند دیگر دوست محمد خان را به پادشاهی برگزیدند.
حکومت اعظم خان نیز بعد از یک سال در اثر حمله شیرعلی خان ساقط شد و او به سمت ایران فرار کرد، در بین راه در نیشابور فوت کرد و در همان جان دفن شد.
اگر سلطنت اول امیر شیرعلی خان را بخواهیم در چند جمله خلاصه کنیم باید بگوییم که مهم‌ترین مشغولیت این امیر، سال‌ها جنگ در بین برادرانش بود که سلطنت او را نمی پذیرفتند و سبب سقوط او نیز همین منازعات خاندانی بود. در بین برادرانش نیز محرک حقیقی محمد اعظم خان و رقیبان جدی او افضل خان و فرزندش عبدالرحمان بودند.

## نقطه ضعف امیر شیر علی خان در نخستین دوره حکومتش
نقطه ضعف امیر شیرعلی خان مانند بسیاری از امیران و سلاطین دیگر این سرزمین در عرصه داخلی و خارجی، دو امر بود: نخست، ناتوانی در مدیریت و کنترل منازعات خانوادگی، ایلی و تباری و گرفتاری در چنگال رقابت‌های قبیله‌ای و خاندانی و دوم، عدم ظرفیت و ناکامی در ایجاد توازن در روابط با دو قدرت بزرگ استعماری، روس و انگلیس. سقوط حکومت او هم در دور اول پادشاهی و هم در دور دوم پادشاهی‌اش، همین دو عامل بود. از یک سو  مدعیان تاج و تخت از میان برادران و برادرزادگانش چالش بزرگی برای حکمروایی وی بر تمام قلمرو کوچک بر جای مانده از اسلافش ایجاد نموده بود. او تنها در دور اول پادشاهی خود (۱۸۶۸_۱۸۶۳) با شش جنگ ویرانگر از سوی برادران و برادرزادگان خود مواجه شد (جنگ کرم، جنگ تخته پل مزار شریف، جنگ سیدآباد وردک، جنگ بازارک پنج‌شیر، جنگ قندهار و جنگ شش گاو).
تنها برادران او نبودند که با امیر در جنگ بودند، حتا فرزندش محمد یعقوب خان که والی هرات بود، در سال ۱۸۷۰م تصمیم به شورش علیه پدرش گرفت و در سال ۱۸۷۴ به زندان افتاد.
از سوی دیگر، امیر شیرعلی خان نه با روسیه توانست روابط گرم و استواری برقرار نماید که بتواند به آن قدرت در برابر مطامع انگلیس اتکا کند و نه به انگلیس می‌توانست اعتماد نماید. در نهایت، منازعات درونی که با دسیسه‌های بیرونی، به خصوص انگلیس در تحریک و حمایت از برخی برادران او همراه بود، سبب سقوط حکومت وی گردید.

## عملکرد امیر شیر علی خان در امور داخلی و خارجی
امیر شیر علی خان به رغم آن‌که تظاهر به اصلاحات می‌نمود و در عرصه داخلی، درصدد تقویت دولت مرکزی و در عرصه خارجی، در پی استقلال افغانستان برآمد.، اما در عمل، نه در عرصه داخلی به موفقیتی دست یافت و نه در عرصه سیاست خارجی دستاوردی داشت. زمانی‌که او روی کار آمد، در اثر منازعات درون قبیله‌ای میان محمدزائیان (نخست برادران دوست محمد خان و سپس فرزندان او) ساختارهای دولتی (ملکی و نظامی) در کابل از میان رفت و ولایات کشور نیز از لحاظ شرایط اجتماعی و اقتصادی، عقب گرد غیر قابل وصف داشت و حتا معاملات پولی از میان رفت، پولی در اختیار مردم نبود و با معاملات به صورت کالا به کالا انجام می‌شد. براساس گزارش مورخین، سردار هر ولایت بدون قاضی و منشی و محاسب، دیگر نیازی به تشکیلات اداری نداشت و از توان مالی برای نظم و توسعه‌ امور اجتماعی محل نیز تهی شده بود. سرداران محلی بر سر دفاع و تجاوز در برابر هم‌دیگر به دشمنان خونی تبدیل شده بودند. این زد و خوردها نه ‌تنها فرهنگ، صنعت و تجارت داخلی و خارجی را از بین برد، بلکه مردم را زیر فشارهای کمرشکن و همیشگی نگه می‌داشت و فشار خان‌های محلی و سران قبیله‌ای روز به‌ روز بیش‌تر می‌شد. سرداران محلی برای حفظ و تقویت خود در برابر رقیبان، نظر خان‌های قبیله‌ای کوچک‌تر را جلب می‌کردند و نیازمندی سرداران بزرگ به خان‌های محلی سبب آزادی بیش‌تر آنان در تحمیل باج بیش‌تر و دل‌خواه بر مردم می‌شد.
سرداران محمدزایی نه ‌تنها از انهدام ملوک‌الطوایفی و حکومت ابدالی هرات در خراسان و مقابله با دولت سکهه در حواشی خراسان ناتوان بودند، بلکه خود، مروّج ملوک‌الطوایفی و تجزیه و تقسیم کشور بودند. برادران محمدزایی چون در داخل کشور، دشمن هم‌دیگر بودند، گاهی بر ضد همدیگر به نیروی خارجی می‌پیوستند و به کشور دیگری پناه می‌بردند. برای نمونه، سرداران پیشاور با رنجیت سینگ متحد می‌شدند و سرداران قندهار زیر چتر حمایتی دولت فارس ( بعدا ایران نامیده شد) قرار داشتند و بر رخ همدیگر، شمشیر از نیام می‌کشیدند. نفاق داخلی و جنگ درونی برادران و سرداران محمدزایی تا سال‌های مدید حتی وقتی‌ که دولت مرکزی هم تأسیس کرده بودند (زمان امیر دوست‌محمد خان و امیر شیرعلی خان)، به شکل‌ بیماری مزمن میراثی ادامه داشت. به این ترتیب، استقلال افغانستان و ولایات شرقی کشور، قربانی همین خانه‌جنگی برادران محمدزایی شد.
با این حال، امیر شیر علی خان در عرصه داخلی به چند اقدام اصلاحی دست زد که گاهی به خاطر علاقمندی به تجدد و اصلاحات، وی به عنوان بنیانگذار تجدد در افغانستان نیز تلقی می‌شود. اما اقدامات اصلاحی او، خیلی هم پیشرو و مؤثر نبودند. بر اساس تمام منابع و روایات تاریخی، سید جمال الدین کسی است که راهنما و انگیزه دهنده امیر شیر علی خان در امر اصلاحات تلقی می‌شود. امیرشیرعلی خان به آن دلیل که سید معلم اعظم خان بود، اعتمادی نداشت و درباریان نیز مخالف سید بودند. در نتیجه، امیر او را مجبور به ترک کشور نمود. با این حال، سید جمال طرح اصلاحی خود را در طوماری به امیر تحویل داد و از کشور بیرون شد.

## اقدامات امیر شیر علی خان در عرصه های نظامی،سیاسی،فرهنگی
عرصه نظامی: در عرصه نظامی، او بنیان‌گذار ارتش نوین افغانستان به شمار می رود. در عصر وی، به فرماندهی «سپهسالار حسین علی خان»، ارتش افغانستان ساختار و تشکیلات نسبتا مدرن یافت و برای اولین بار، رساله‌های درسی برای تعلیمات نظامی اردو تدوین شد که در آن اصطلاحات نظامی از انگلیسی به زبان پشتو ترجمه شده بود (تا این زمان، زبان رسمی و منحصر دربار و دولت، زبان فارسی بود). تا قبل از امیر علی شیر نیروهای نظامی بیشتر شکل قبیله‌ای داشتند که تحت فرماندهی برخی از سران اقوام و طوایف در شرایط خاصی به وجود می آمدند و دوباره پراکنده می شدند، اما در این زمان یک ارتش منظم سواره نظام، پیاده نظام و توپچی در مرکز قلعه شیرپور کابل به وجود آمد. کارخانه توپ سازی، تفنگ و باروت سازی در کابل فعال شده بود و علاوه بر اسلحه و مواد منفجره خارجی، در کارخانه توپ سازی کابل نیز در هر ماه یک توپ آماده می‌شد و در اختیار نیروهای مسلح قرار می‌گرفت. با این حال، این ارتش نیز در وضعیت ابتدایی و دارای تشکیلات نسبتا بدوی بود.
در عرصه فرهنگی: تأسیس دو مکتب (مدرسه) مدرن و متفاوت از مکتبخانه‌های سنتی و نیز تأسیس چاپ خانه سنگی در کابل و هم‌چنین تأسیس نشریه شمس النهار که اولین نشریه در در تاریخ افغانستان است، از دستاوردهای دوره امیر شیر علی خان به شمار می رود. البته مکاتبی که او تأسیس نمود، بسیار محدود و تنها در اختیار فرزندان خانواده شاهی و محمدزایی‌ها بود و نشریه شمس النهار نیز به مدت سه سال و ۴۷ شماره منتشر شد و بعد از آن متوقف گردید.
در عرصه سیاست خارجی، حکومت افغانستان از زمان حاکمیت شاه شجاع تا عصر شیرعلی خان و نیز پس از او تا عصر عبدالرحمان و حبیب الله، عرصه رقابت‌های گسترده دولت‌های خارجی و به ویژه دو قدرت بزرگ روس و انگلیس که در آن عصر همسایه سیاسی افغانستان به شمار می‌رفتند، بود. امیر شیرعلی خان علاقمند به روابط عادی با هردو ابرقدرت عصرش (روس و انگلیس) بود و تمایل داشت که در این میان استقلال عمل داشته باشد. اما اصرار انگلیس بر تبعیت امیرشیرعلی خان از رویکرد انگلیس، سبب شد که امیر شیرعلی خان به روسیه نزدیک شود.